# Čačak
Čačak (în sârbă Чачак, pronunțat [tʃǎːtʃak]) este un oraș și centrul administrativ al districtului Moravica din centrul Serbiei. Este situat în valea Moravei de Vest, în regiunea geografică Šumadija. Conform recensământului din 2011, orașul a avut 73.331 de locuitori, în timp ce zona administrativă (comuna) a cuprins un total de 115.337 de locuitori.
Cunoscut de mult timp ca oraș balnear, se află la aproximativ 144 de kilometri sud de capitala Serbiei, Belgrad. Este, de asemenea, situat în apropiere de Cheile Ovčar-Kablar (supranumite Muntele Athos al Serbiei), unde în prezent se află 12 mănăstiri diferite (din cele 30 construite începând din secolul al XIV-lea).

## Geografie
Čačak este situat în partea de vest a Serbiei centrale, în regiunea Šumadija. Odată dens împădurită, regiunea este astăzi caracterizată de dealurile sale domoale și de pomii săi fructiferi. Spre sud, pe lângă Cheile Ovčar-Kablar, se află munții Alpili Dinarici. Acești munți se înclină într-un mod blând și ondulat spre valea Čačak și râul Morava de Vest. 
Zona administrativă a orașului acoperă 636 km2 și conține: valea Čačak, cu o altitudine cuprinsă între 204 și 300 de metri înălțime; dealuri care au între 300 și 500 de metri înălțime  și munții Jelica la sud, Vujan la nord-est, Ovčar și Kablar la vest.

### Climat
Čačak are un climat oceanic (clasificare climatică Köppen: Cfb) care se învecinează cu un climat continental umed (clasificare climatică Köppen: Dfb). Temperatura medie a orașului și a vecinătăților sale este de 10,47 °C cu 74,1% umiditate și se caracterizează prin veri calde și ierni reci. Vânturile bat dinspre nord și nord-est și mai rar dinspre vest din cauza munților care le blochează. Temperatura medie în luna august este de 20,6 °C, în timp ce în luna ianuarie este de 0,5 °C. Există în medie 38 de zile cu zăpadă în timpul anului. Viteza medie a vântului este de 2,3 metri pe secundă. Numărul obișnuit de zile cu ceață este de 54. Precipitațiile medii anuale sunt de 802 de milimetri.
Există câteva cazuri înregistrate de furtuni de praf saharian care au ajuna în oraș.
| Date climatice pentru Čačak | Date climatice pentru Čačak | Date climatice pentru Čačak | Date climatice pentru Čačak | Date climatice pentru Čačak | Date climatice pentru Čačak | Date climatice pentru Čačak | Date climatice pentru Čačak | Date climatice pentru Čačak | Date climatice pentru Čačak | Date climatice pentru Čačak | Date climatice pentru Čačak | Date climatice pentru Čačak | Date climatice pentru Čačak |
| Luna                        | Ian                         | Feb                         | Mar                         | Apr                         | Mai                         | Iun                         | Iul                         | Aug                         | Sep                         | Oct                         | Nov                         | Dec                         | Anual                       |
| --------------------------- | --------------------------- | --------------------------- | --------------------------- | --------------------------- | --------------------------- | --------------------------- | --------------------------- | --------------------------- | --------------------------- | --------------------------- | --------------------------- | --------------------------- | --------------------------- |
| Maxima medie °C (°F)        | 3.7 (38,7)                  | 6.6 (43,9)                  | 12.2 (54)                   | 16.5 (61,7)                 | 21.1 (70)                   | 24.7 (76,5)                 | 26.8 (80,2)                 | 27.1 (80,8)                 | 23.5 (74,3)                 | 17.8 (64)                   | 10.0 (50)                   | 5.4 (41,7)                  | 16,28 (61,31)               |
| Media zilnică °C (°F)       | 0.1 (32,2)                  | 2.5 (36,5)                  | 7.0 (44,6)                  | 11.0 (51,8)                 | 15.5 (59,9)                 | 19.0 (66,2)                 | 20.7 (69,3)                 | 20.6 (69,1)                 | 17.2 (63)                   | 12.4 (54,3)                 | 6.1 (43)                    | 2.2 (36)                    | 11,19 (52,15)               |
| Minima medie °C (°F)        | −3.4 (25,9)                 | −1.6 (29,1)                 | 1.8 (35,2)                  | 5.5 (41,9)                  | 10.0 (50)                   | 13.3 (55,9)                 | 14.7 (58,5)                 | 14.2 (57,6)                 | 11.0 (51,8)                 | 7.0 (44,6)                  | 2.3 (36,1)                  | −1 (30,2)                   | 6,15 (43,07)                |
| Precipitații mm (inches)    | 57 (2.24)                   | 52 (2.05)                   | 55 (2.17)                   | 64 (2.52)                   | 87 (3.43)                   | 86 (3.39)                   | 76 (2.99)                   | 61 (2.4)                    | 60 (2.36)                   | 62 (2.44)                   | 73 (2.87)                   | 69 (2.72)                   | 802 (31,57)                 |
| Sursă: Climate-Data.org     |                             |                             |                             |                             |                             |                             |                             |                             |                             |                             |                             |                             |                             |

## Istorie

### Etimologie
Numele original al orașului a fost Gradac (însemnând „orașul mic”), care s-a dezvoltat în jurul mănăstirii Moravski Gradac, construită la sfârșitul secolului al XII-lea. Prima mențiune a numelui Čačak a fost într-un document emis de Republica Ragusa. Datat la 3 ianuarie 1409, documentul se referă la evenimente din 18 decembrie 1408, iar această dată este astăzi Ziua oficială a orașului Čačak.
Originea numelui este astăzi necunoscută. Cu toate acestea, mai multe dicționare din secolul al XIX-lea și chiar din secolul al XX-lea, inclusiv lucrări ale marilor lingviști Vuk Stefanović Karadžić și Đuro Daničić, menționează cuvântul čačak și adjectivul corespunzător čačkovit, însemnând ( grămadă de) noroi înghețat sau uscat sau grămezi mari de pietre [aflate] la sol. Valea de-a lungul Moravei de Vest, unde se află Čačak, a fost într-adevăr inundată regulat până în secolul al XX-lea. Daničić a sugerat că originea cuvântului este rădăcina skak (skakati înseamnă sărituri în sârbă). Cuvântul și variantele sale au dispărut complet din limba sârbă de astăzi, dar s-a păstrat o altă toponimie de aceeași origine, ca în numele muntelui Čakor⁠(sr)[traduceți].
Cu timpul, s-a dezvoltat o teorie eronată, dar larg răspândită, care susține că numele înseamnă într-adevăr „noroi”, dar că este de origine turcă. La prima mențiune a numelui, această regiune nu era încă ocupată de Imperiul Otoman, nămolul este numit diferit în limba turcă și nici nu există un cuvânt turc care să corespundă vocal cu čačak.

### Preistorie
Regiunea are mai multe situri arheologice, care datează din preistorie până în prezent, cele mai vechi din secolul al XV-lea î.Hr.
Morminte princiare de tip iliric (cultura Glasinac) au fost găsite în două movile din Atenica cu sticlă ioniană, mărgele de chihlimbar reprezentând o lebădă și o placă cu un mistreț, toate au fost datate de la sfârșitul secolului al VI-lea î.Hr. Mai multe fibule din bronz ornitomorfe de lebede au fost găsite în Mojsinje.
Mai mulți tumuli preistorici au fost descoperiți în Mrčajevci. Triburi  de triballi și scordisci au trăit în această zonă până la momentul cuceririi romane.

### Epoca romană
Orașul a fost locuit în epoca romană, cu urme ale așezării romane și astăzi vizibile, precum băile romane (terme) construite în perioada secolulelor II-IV. Acestea se află în spatele unei școli secundare din centrul orașului Čačak. 
În apropiere, în satul Gradina de la poalele muntelui Jelica, a fost săpată un fort roman cu un martyrium și o necropolă, cu trei biserici, dintre care una a produs monezi pentanumion pentru împăratul roman Iustinian I (cel Mare) în perioada 526– 537. Se crede că tot Iustinian a fondat fortul în anii 530. Prezența straturilor arse la vedere ar putea fi o dovadă că așezarea a fost distrusă în conflictul care a caracterizat regiunea în urma invaziilor barbare din Imperiul Roman de Apus. În aceeași regiune, în secolul al VI-lea, au fost construite alte patru forturi.

### Evul Mediu
Slavii de sud s-au stabilit în zonă în timpul domniei împăratului bizantin Heraclius I (610–641). În perioada 1168 - 1189, după încorporarea sa în Primul Țarat Bulgar și apoi în diferite state medievale sârbe, fratele lui Ștefan Nemanja, Stracimir Zavidović, a controlat regiunea Morava de Vest, inclusiv orașul, atunci cunoscut sub numele de Gradac. Stracimir, un zupan sârb , a ridicat Biserica Maicii Domnului din Moravia Gradac în cel mai înalt punct al orașului.
În 1459, turcii au încheiat cucerirea deplină a zonei, încorporând-o în Sangeacul Semendria și transformând biserica lui Stracimir într-o moschee. Numele orașului a fost schimbat de turci din Gradac în actualul Čačak.

### Sec. al XVI-lea - prezent

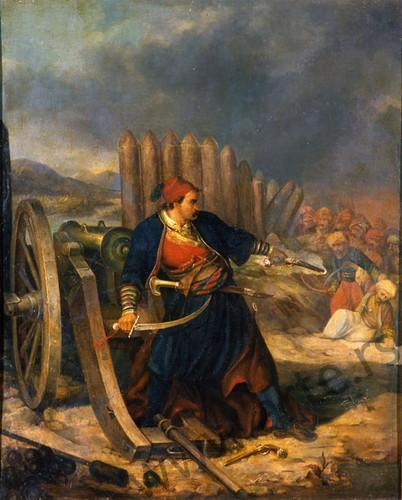
Bătălia de la Ljubić (1815) din apropiere de Čačak; pictură în ulei de Rihard Puhta, 1862

Evliya Çelebi, un explorator otoman din secolele al XVI-lea și al XVII-lea, a descris Čačak drept așezarea principală în kadiluk-ul local (subdiviziune administrativă otomană). În 1717, Čačak a devenit parte a Imperiului Habsburgic după ce austriecii au învins otomanii, în urma Tratatului de la Passarowitz. Domnia austriacă a avut o durată scurtă, iar 21 de ani mai târziu Čačak a devenit din nou parte a Imperiului Otoman. Majoritatea rezidenților sârbi din Čačak, în momentul recuceririi, au părăsit orașul, migrând în  nord în Imperiul Habsburgic unde siguranța vieții lor era mai mare. În locul lor au fost aduși coloniști din Muntenegru, Bosnia și Hercegovina și vlahi din mediul rural din apropiere. 
Čačak are doi ani pe stema sa. Primul este 1408, în care apare prima mențiune a numelui orașului în arhiva Republicii Ragusan. Cel de-al doilea este 1815, anul în care a început a doua răscoală sârbă și anul în care bătălia de la Ljubić a avut loc pe dealurile din apropiere de Čačak (la 8 mai / 6 iunie 1815). Această bătălie este renumită ca una dintre cele mai mari victorii ale rebelilor sârbi. În această luptă, un grup mic de rebeli sârbi a învins o armată otomană mult mai puternică, cu un număr de 5.000 - 12.000 de bărbați. La scurt timp, Principatul Serbiei, una dintre primele națiuni eliberate de stăpânirea otomană, și-a asigurat independența.
În 1837, a fost terminată una dintre primele școli sârbe de gramatică. În perioada 1837–1941, Čačak s-a modernizat treptat, centrul orașului fiind modelat într-un stil de secesiune vieneză, care era popular în vremea respectivă. În timpul celui de-al Doilea Război Mondial, Čačak a făcut parte din Republica de la Užice de scurtă durată. Aceasta, cu toate că a fost primul teritoriu eliberat din Europa, a fost ocupat de forțele germane la scurt timp după înființare. La 4 decembrie 1944, Čačak a fost eliberat definitiv de partizanii iugoslavi. De atunci a evoluat într-un oraș mare și un centru regional, ulterior având statutul oficial al unui oraș din Republica Serbia de azi.

## Așezări
În afară de zona urbană a orașului, zona administrativă (comuna) Čačak include următoarele 58 de așezări:
- Atenica
- Baluga (Ljubićska)
- Baluga (Trnavska)
- Banjica
- Beljina
- Bečanj
- Brezovica
- Bresnica
- Vapa
- Vidova
- Viljuša
- Vranići
- Vrnčani
- Vujetinci
- Goričani
- Gornja Gorevnica
- Gornja Trepča
- Donja Gorevnica
- Donja Trepča
- Žaočani
- Zablaće
- Jančići
- Ježevica
- Jezdina
- Katrga
- Kačulice
- Konjevići
- Kukići
- Kulinovci
- Lipnica
- Loznica
- Ljubić
- Međuvršje
- Milićevci
- Miokovci
- Mojsinje
- Mrčajevci
- Mršinci
- Ovčar Banja
- Ostra
- Pakovraće
- Parmenac
- Petnica
- Preljina
- Premeća
- Pridvorica
- Prijevor
- Prislonica
- Rajac
- Rakova
- Riđage
- Rošci
- Slatina
- Sokolići
- Stančići
- Trbušani
- Trnava

## Date demografice
Conform recensământului din 2011, zona administrativă a orașului Čačak (sau comuna Čačak) a avut 115 337 de locuitori, din care 73.331 au locuit în orașul Čačak. 
Orașul Čačak a avut 38.590 de gospodării cu 2,99 membri în medie. Numărul de locuințe a fost de 51.482.
Conform recensământului din 2011, structura religioasă a orașului a fost predominant ortodoxă sârbă (110,281), cu minorități inclusiv de atei (577), catolici (168), musulmani (73), protestanți (21) și alții. Practic întreaga populație a avut ca limbă maternă limba sârbă (112.505 de persoane din 115 337).  
Compoziția populației pe sexe și vârstă medie a fost următoarea: bărbați - 55.995 (41,42 ani) și femei - 59.342 (43,95 ani).
În total 53.543 cetățeni mai mari de 15 ani au avut studii medii (54,01%), în timp ce 14.823 cetățeni au avut un anumit fel de învățământ terțiar (14,95%). Dintre cei cu studii superioare, 9.386 (9,47%) au avut studii universitare.

### Grupuri etnice
Orașul este locuit în mare parte de sârbi (95,3%), urmat de minorități de rromi, muntenegreni și alte grupuri etnice. 
Fiind situat la o răscruce de drumuri între Imperiul Otoman și Austro-Ungaria în timpul secolului al XIX-lea, Čačak a fost casa unor etnii care nu erau comune în regiunea Čačak. Un astfel de exemplu a fost o mică comunitate armenească care a început să se stabilească începând cu anul 1885, care a fugit de armata otomană și de opresiunea generală împotriva armenilor din imperiu. Cei mai mulți membri ai acestei comunități au lucrat în industria de cafea.  În anii 1950, majoritatea acestora a emigrat din cauza noilor autorități comuniste iugoslave care, în procesul masiv de naționalizare de după al doilea război mondial, au confiscat afacerile armene.
Compoziția etnică a orașului este prezentată în următorul tabel (pe baza datelor recensământului din 2011):
| Grup etnic   | Populație |
| ------------ | --------- |
| sârbi        | 110886    |
| rromi        | 530       |
| muntenegreni | 328       |
| croați       | 105       |
| iugoslavi    | 117       |
| macedoneni   | 112       |
| ruși         | 34        |
| Alții        | 3225      |
| Total        | 115337    |

## Societate și cultură

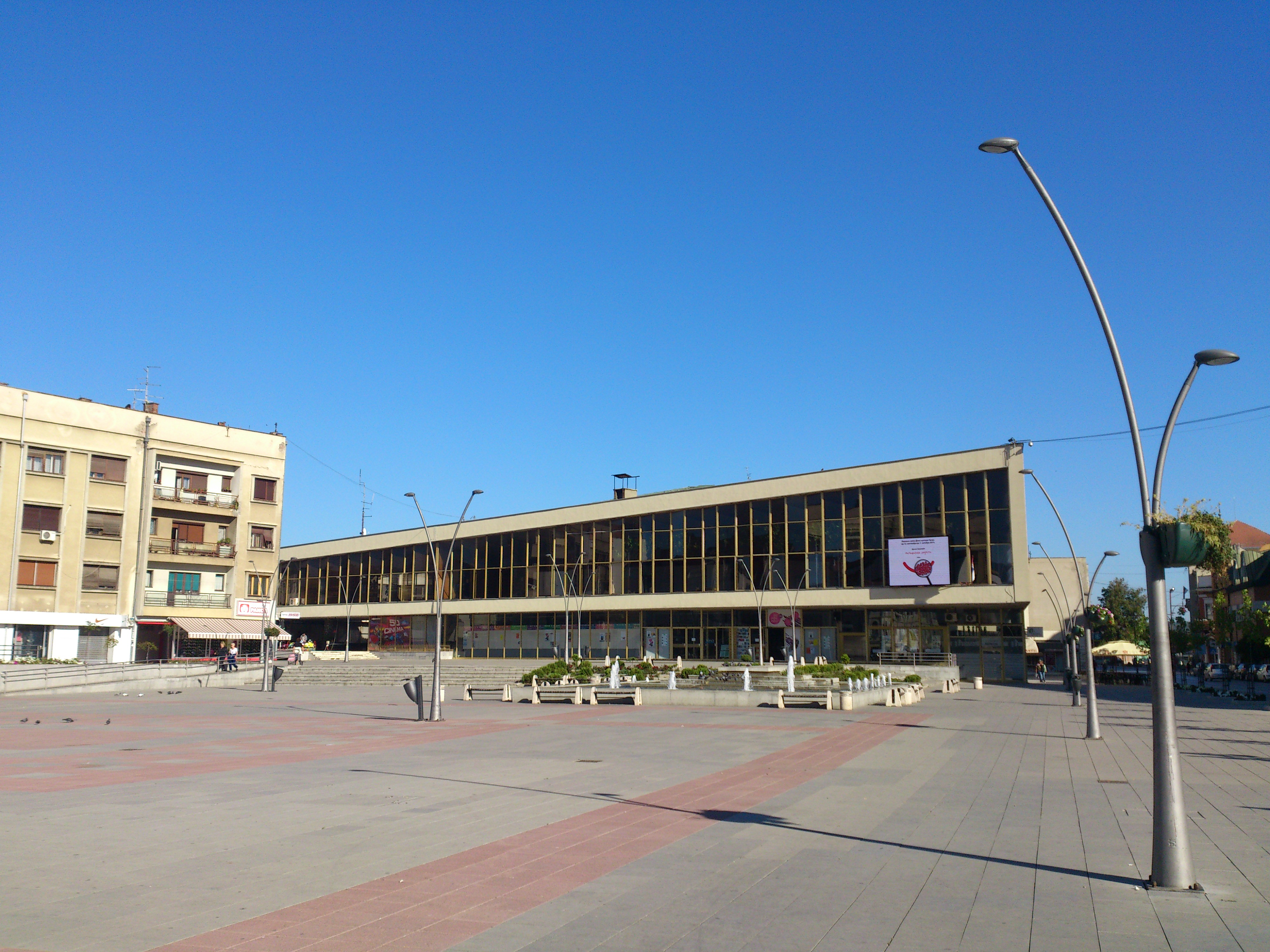
Imagine cu Casa de Cultură - Dom kulture Čačak

Acest oraș a străbătut un drum lung și întortocheat de la o așezare anonimă la un oraș modern al secolului al XXI-lea. Chiar fața orașului, așa cum se vede în fațade, monumente și unități culturale, este reflectarea spiritului artistic al locuitorilor săi. În timpul sezonului de teatru există numeroase trupe de teatru în turneu din toată Serbia, în  Casa de  Cultură Dom kulture din Čačak. Centrul găzduiește „Studioul Dramatic” și școli de balet, arte plastice și sculptură. Expozițiile și spectacolele, serile culturale și literare se desfășoară în numeroase locuri, cum ar fi: „Biblioteca orașului Čačak”, galeriile „Nadežda Petrović” și „Risim”, „Muzeul Național” din Čačak, „Salonul de fotografie” și „Arhivele Inter-municipale” printre multe altele. Producția actuală de opere de artă din oraș are loc sub auspiciile grupurilor și asociațiilor, galeriilor private, coloniilor și a numeroși entuziaști.
Coloniile de artă artistică și sculptură se găsesc cel mai adesea în stațiunea balneară Ovčar Banja. Există numeroase manifestări culturale, muzicale, de divertisment și turistice în oraș și în împrejurimile apropiate, care atrag multitudinea de adepți ai etno-culturii, ai muzicii populare originale, cum ar fi „Dis spring”, Memorialul Nadežda Petrović și „Festivalul Flautului” din satul din apropiere, Prislonica. De asemenea, festivalurile recent înființate „Festivalul DUK” și festivalul de rock „Priča” atrag populația mai tânără din oraș și din regiunea sa. Čačak găzduiește, de asemenea, evenimente precum "Pitijada", "Kupusijada", "Fijakerijada" și alte festivaluri care sărbătoresc tradiții vechi aparținând sârbilor.
În Guča, la 10 km sud de Čačak, în fiecare an se organizează Festivalul de Trompetă de la Guča, unul dintre cele mai populare festivaluri din Peninsula Balcanică, alături de festivalul Exit din Novi Sad. 

### Educație
Există trei facultăți situate în Čačak; două dintre ele fac parte din Universitatea Kragujevac: 
- Facultatea de Agronomie
- Facultatea de Științe Tehnice
- Școala Tehnică Superioară de Studii Profesionale

Există șapte școli secundare: 
- Școala liceală din Čačak (unul dintre cele mai veche licee din Serbia, 1837)
- Liceul Economic
- Liceul Tehnic
- Liceul de Medicină
- Liceul de mașini
- Liceul de muzică
- Școala F&C

Există multe școli primare și centre de îngrijire a copiilor.

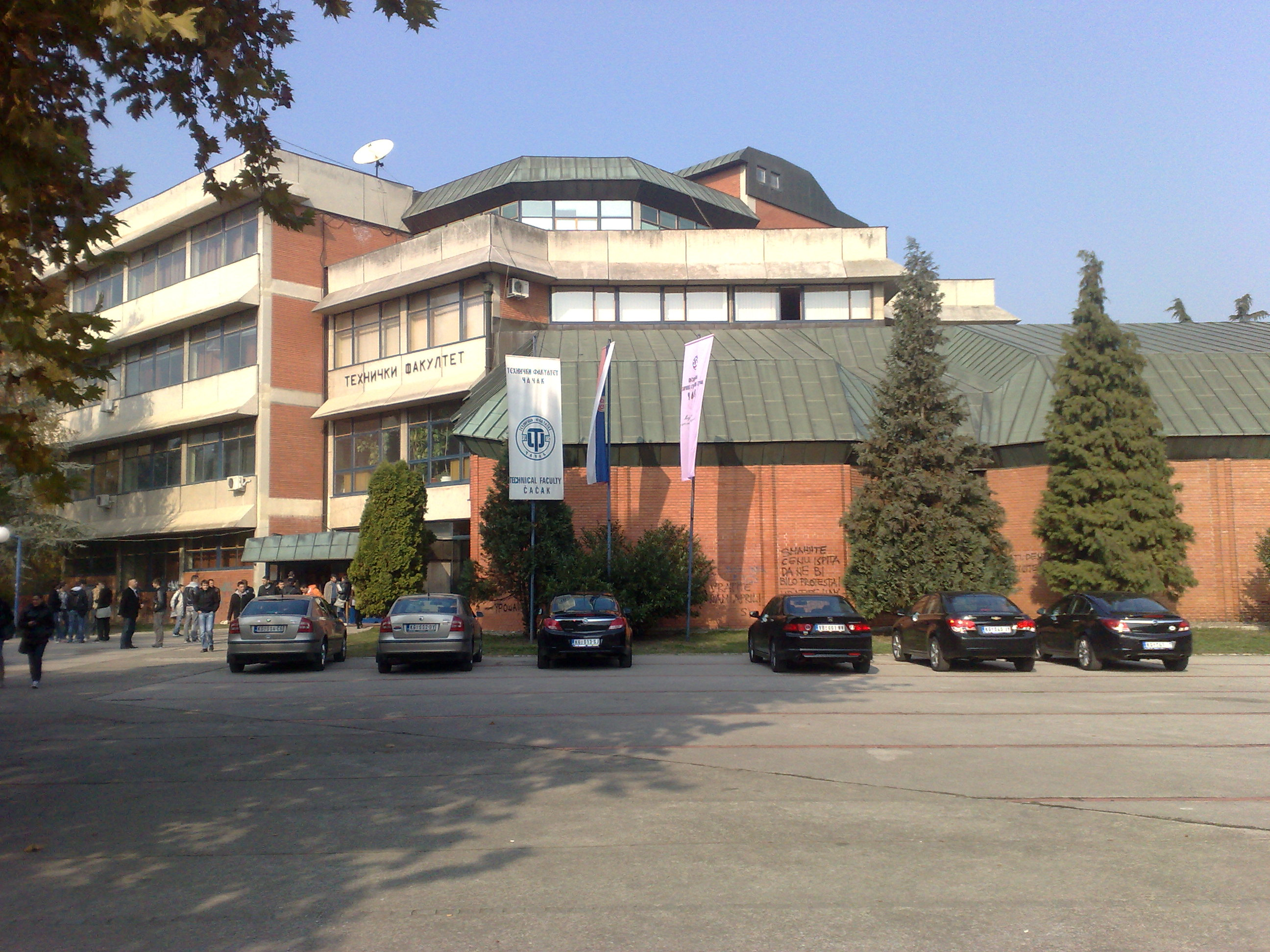
Facultatea de Științe Tehnice
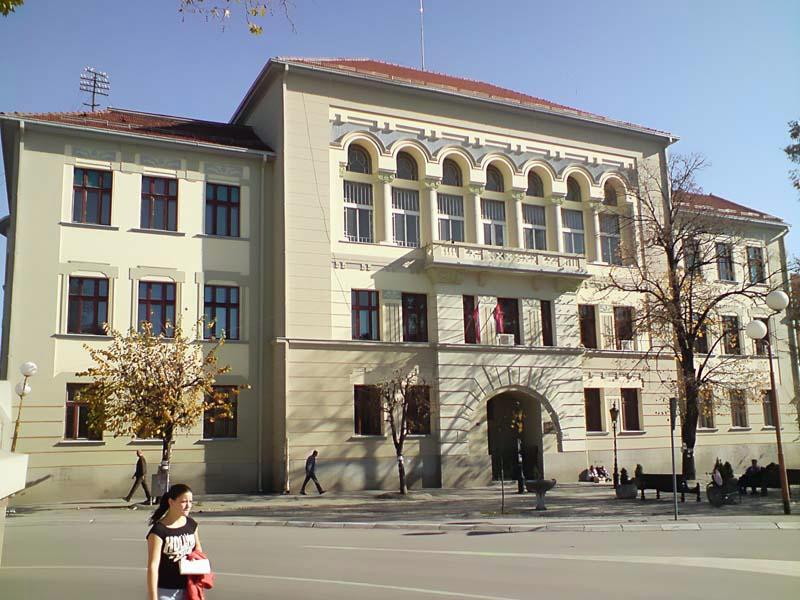
Școala liceală  Čačak
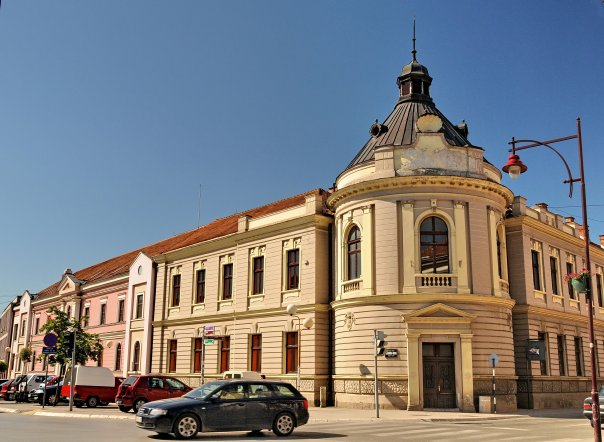
Liceul Economic
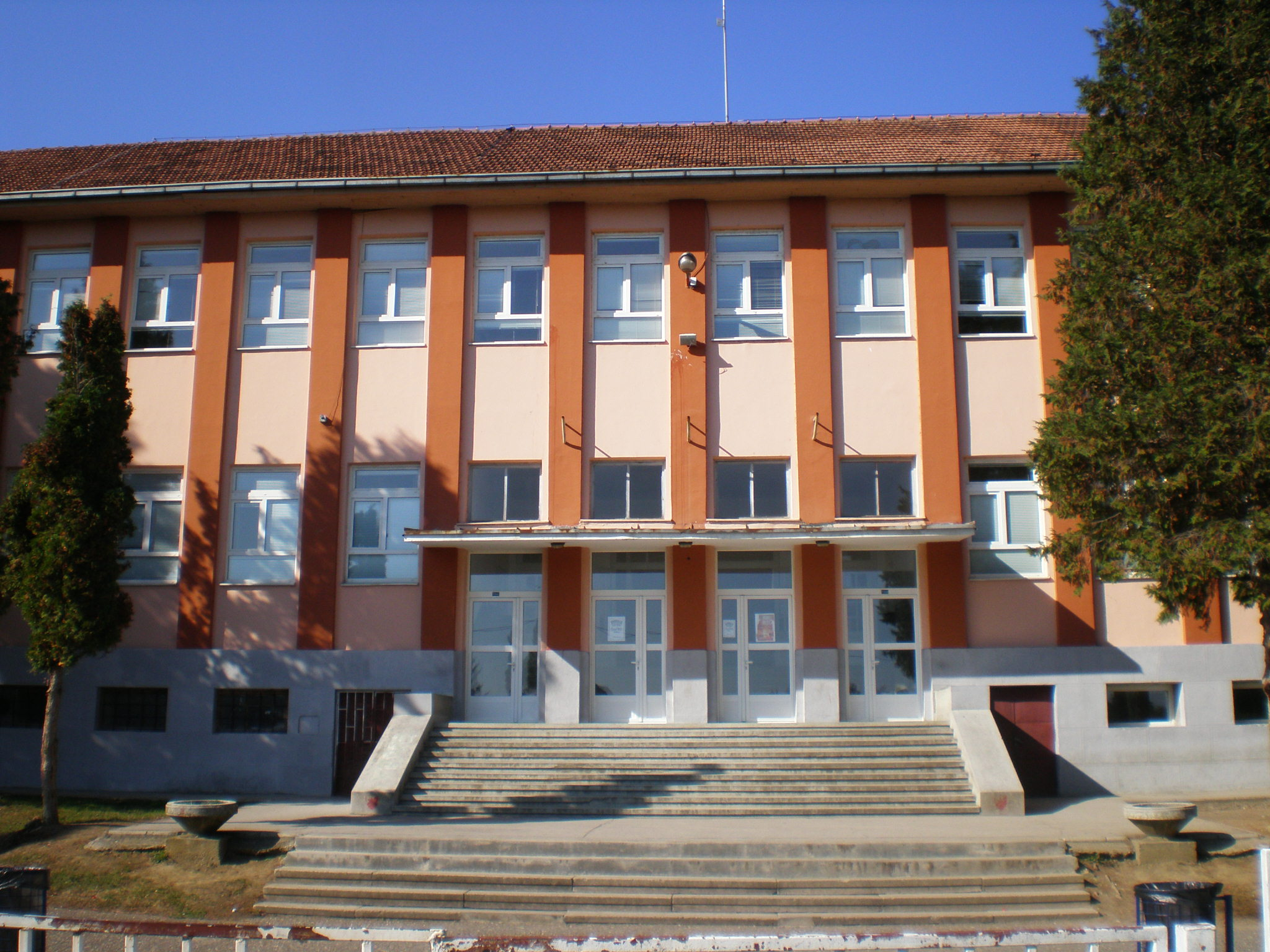
Liceul Tehnic
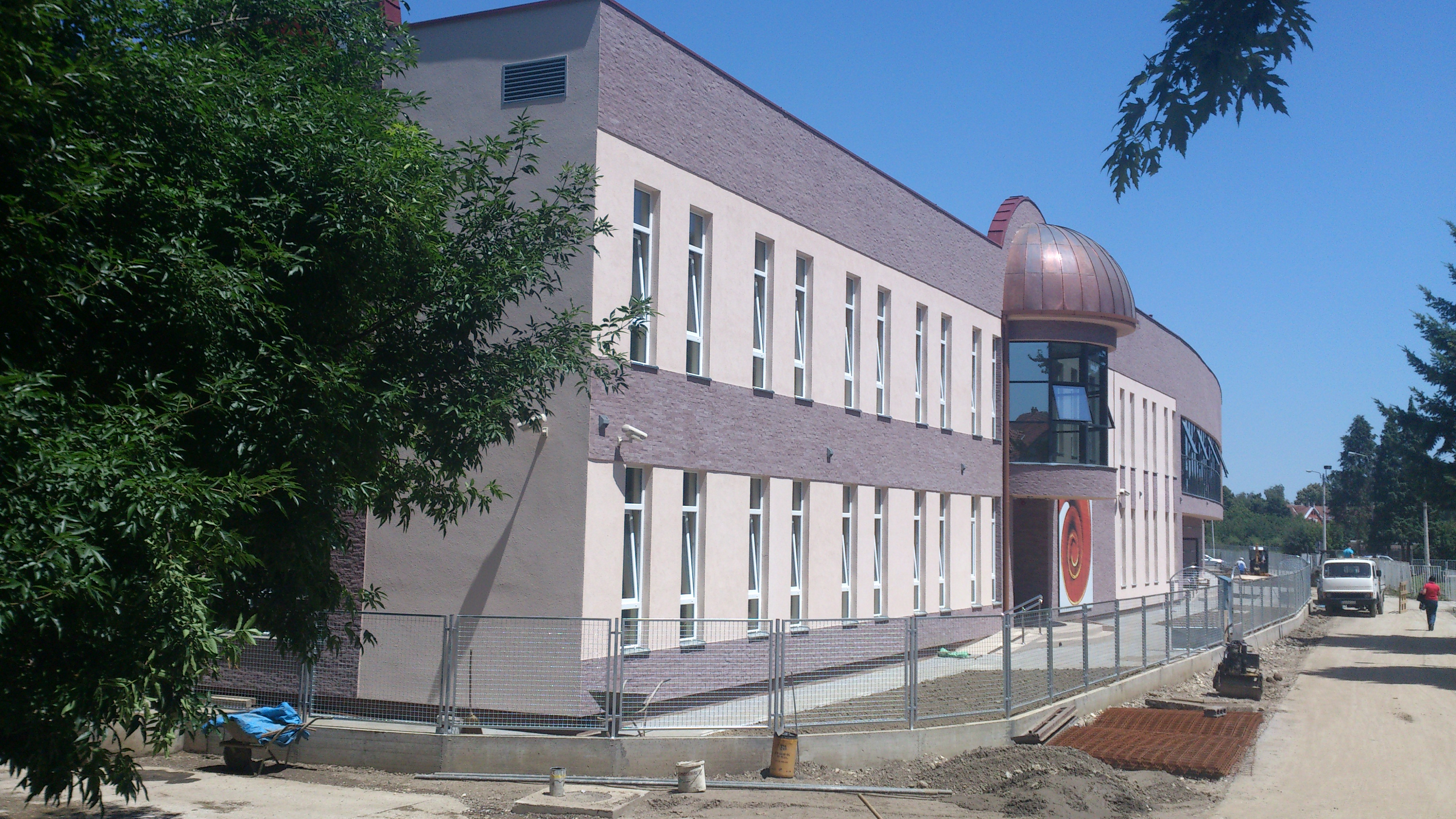
Liceul de muzică

### Sport

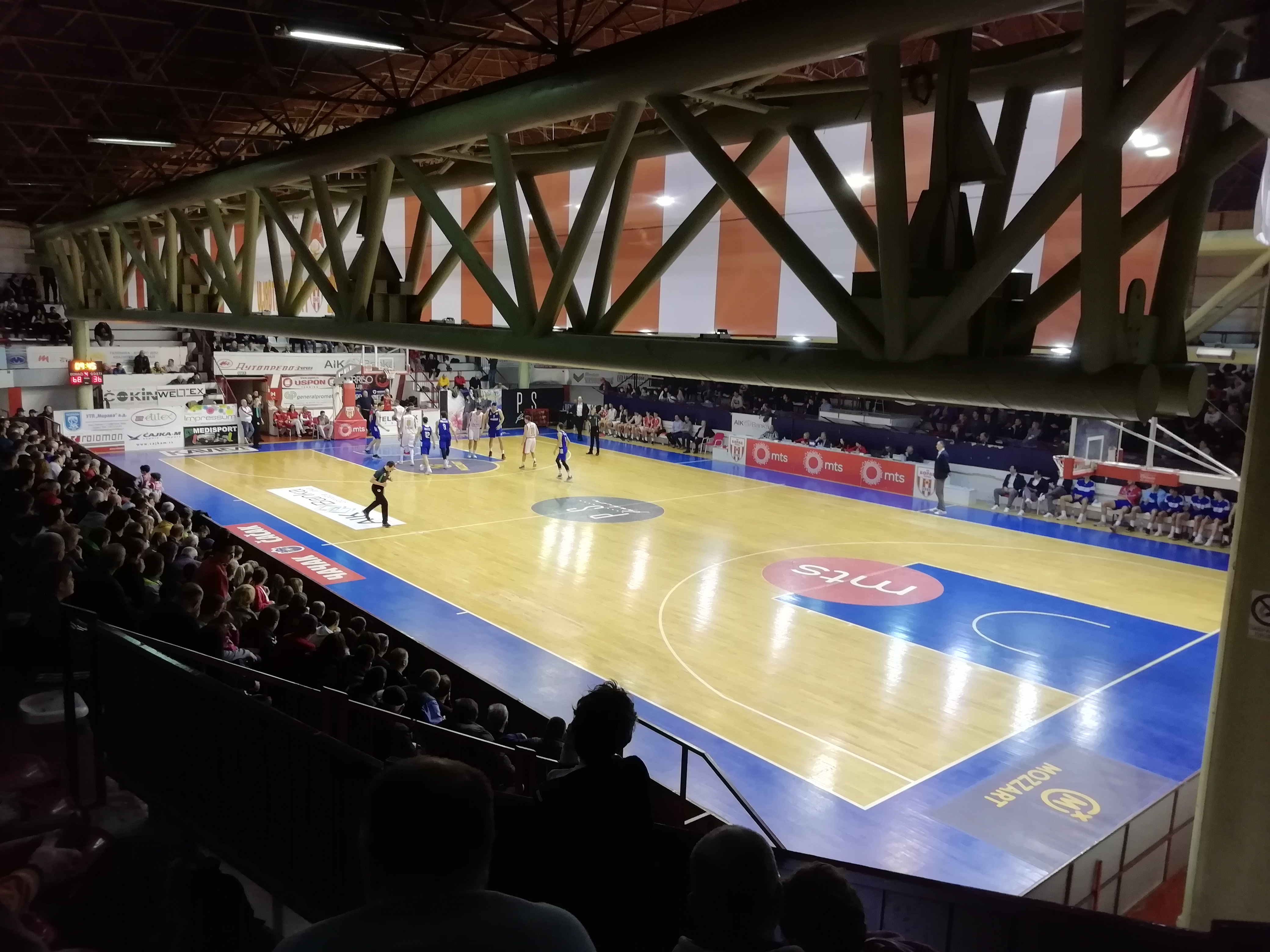
Sala Borac, februarie 2019

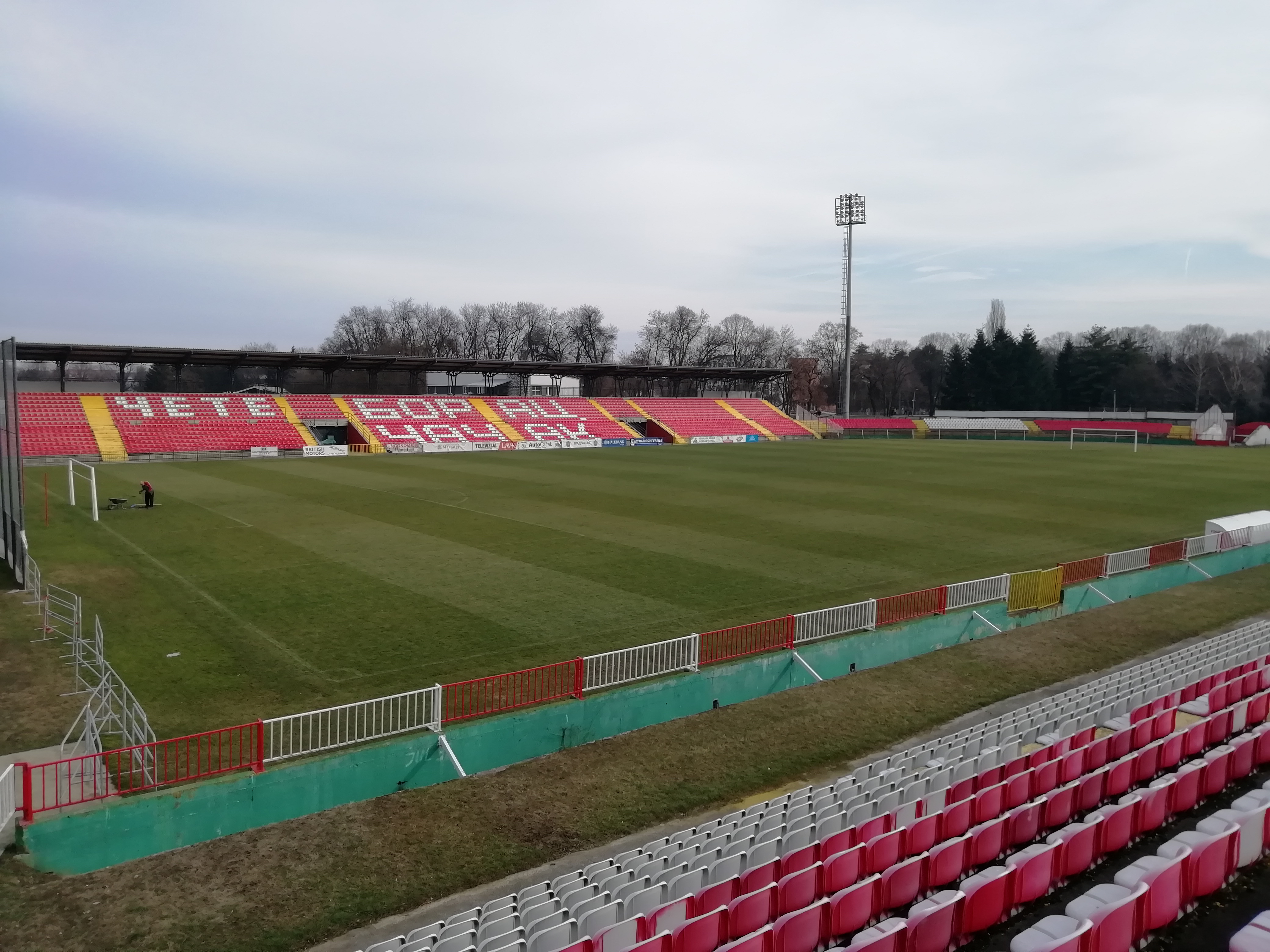
Stadionul Čačak, februarie 2019

„Centrul sportiv Mladost”, care este situat pe coasta râului Morava de Vest, lângă stadionul Čačak, două facultăți și numeroase alte clădiri importante, oferă multe terenuri și baze sportive pentru localnici. Întreaga zonă în care se află Centrul Sportiv este cea mai importantă zonă de divertisment a orașului.  
Čačak este renumit la nivel național pentru cluburile sale din diferite sporturi de echipă; cele mai populare sunt baschetul, fotbalul și handbalul. Clubul de baschet Borac Čačak și clubul de fotbal Borac Čačak participă în ligi de top din Serbia mulți ani consecutivi, cu mult succes. Handbalul feminin este, de asemenea, foarte reușit și popular. 

### Turism
În vecinătatea orașului Čačak există mai mult de 20 de biserici și mănăstiri, cel mai mare număr găsit într-o zonă atât de mică din Serbia. Ele reprezintă monumente culturale și istorice de mare însemnătate. Cele mai importante sunt Biserica Înălțării Domnului Isus, o biserică de pe dealul Ljubić dedicată Sfântului Țar Lazăr, precum și Mănăstirea Vujan situată pe un munte din apropiere cu același nume. O valoare deosebită este atribuită mănăstirilor din Cheile Ovčar-Kablar, care datează din Evul Mediu și reprezintă o particularitate a moștenirii culturale și artistice a regiunii create de-a lungul secolelor. Există 12 mănăstiri și biserici în Cheile Ovčar-Kablar care s-au păstrat (dintr-un total de peste 30):
- Uspenje
- Vavedenje
- Jovanje
- Nikolje
- Blagoveštenje
- Vaznesenje
- Preobraženje
- Sretenje
- Sveta Trojica
- Ilinje
- Savinje
- Kadjenica

Izvoarele termale și minerale cu proprietăți medicale oferă baza dezvoltării turismului de agrement. Există trei stațiuni balneare pe teritoriul orașului Čačak: Gornja Trepča, Ovčar Banja și Slatinska Banja. Există și locuri de picnic: Gradina și parcul „Bătălia și Victoria” (numit și parcul „Spomen” (Amintire)) pe muntele Jelica, complexul Memorial de pe dealul Ljubić, câmpurile Grujine, plutele de pe râul Morava de Vest în Beljina, Parmenac, Međuvršje și Ovčar Banja și locuri de picnic pe râurile mai mici numite Dičina, Kamenica, Čemernica și Banja. 

### Galerie de imagini

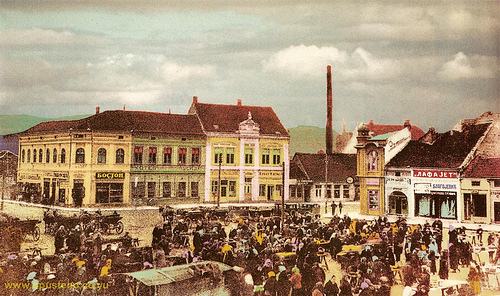
Čačak la începutul secolului XX
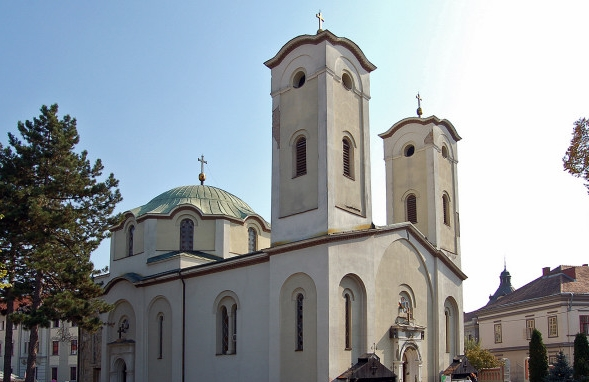
Biserica Înălțării Domnului Isus
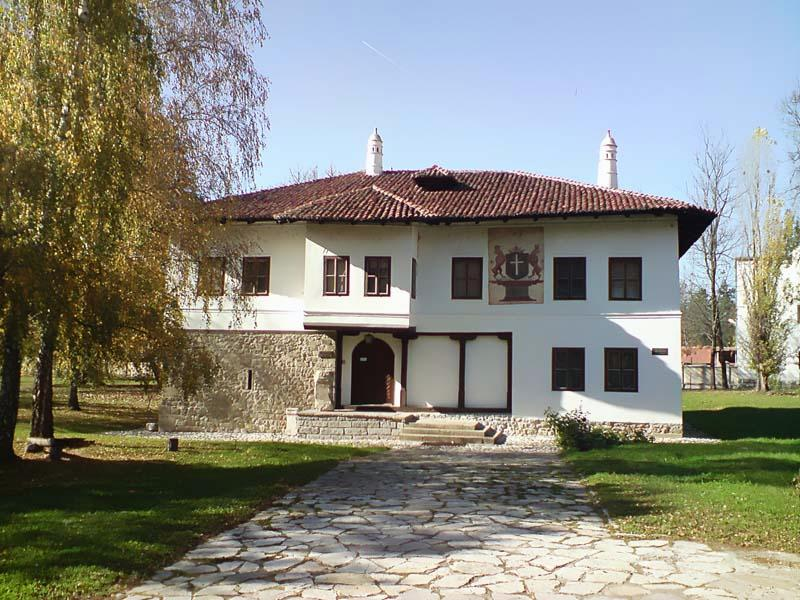
Muzeul Național din Čačak
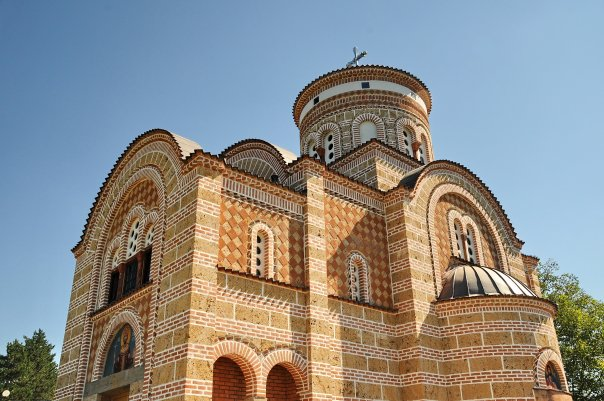
Biserica Sfântul Țar Lazar de pe dealul Ljubić
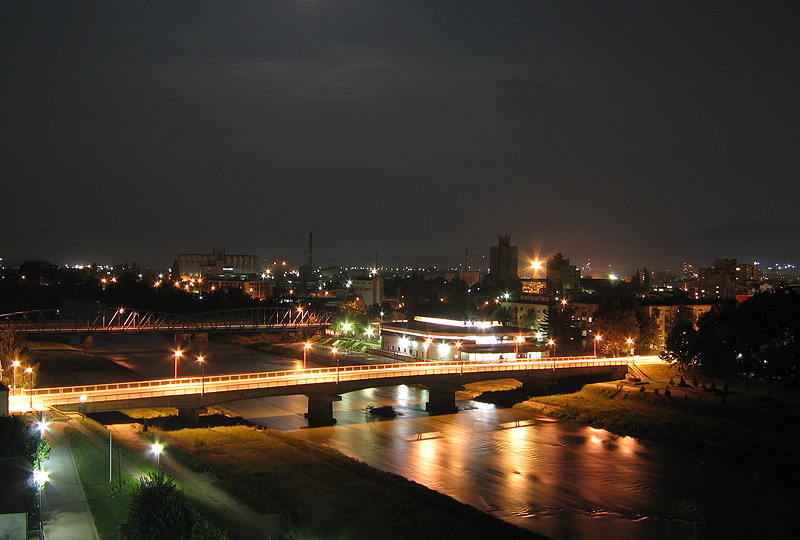
Poduri pe râul Morava de Vest și arena Borac
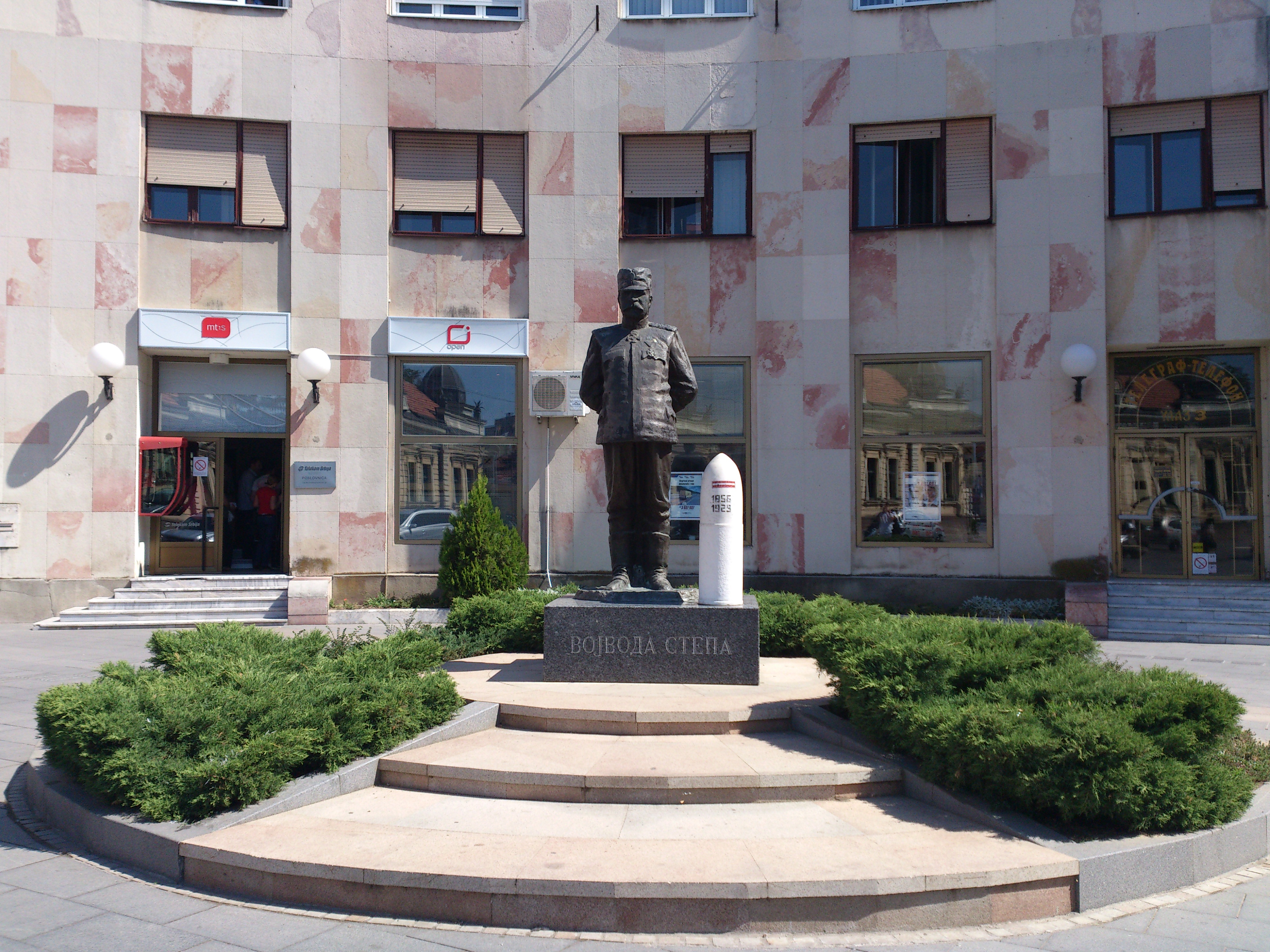
Monumentul lui Stepa Stepanović
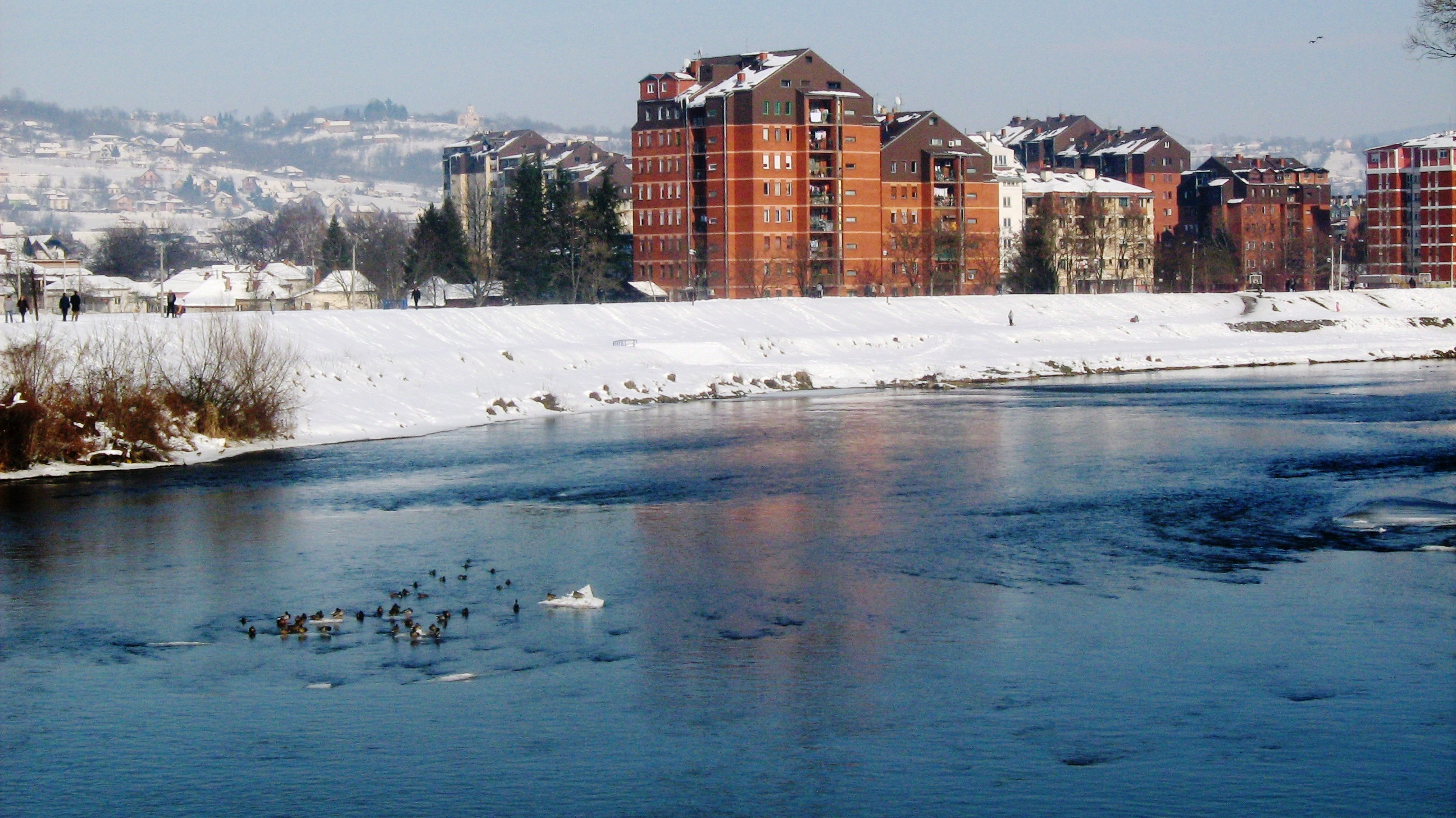
Vedere spre Ljubić dinspre Morava de Vest în timpul iernii
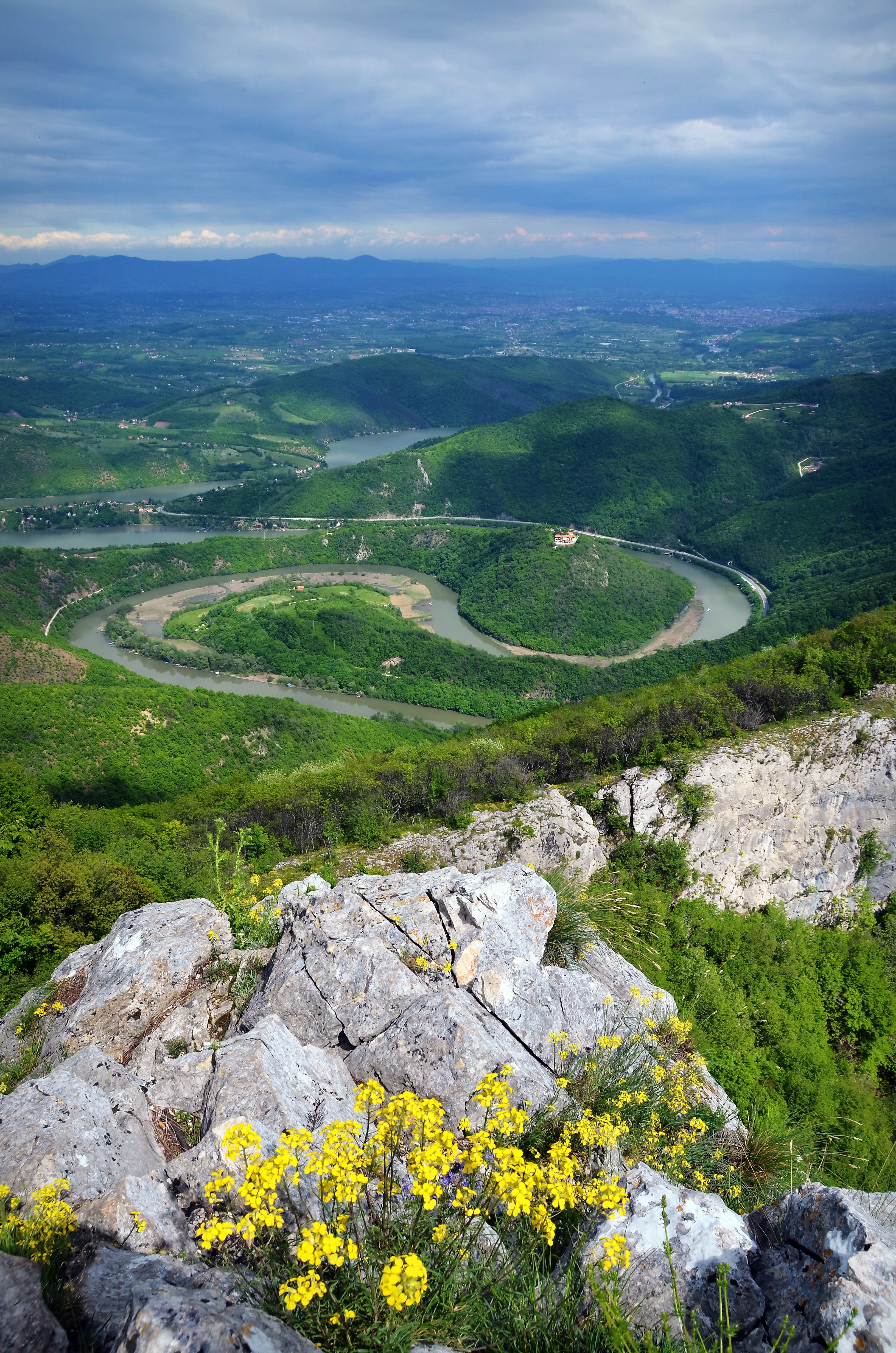
Meandrele Moravei de Vest în Cheile Ovčar-Kablar
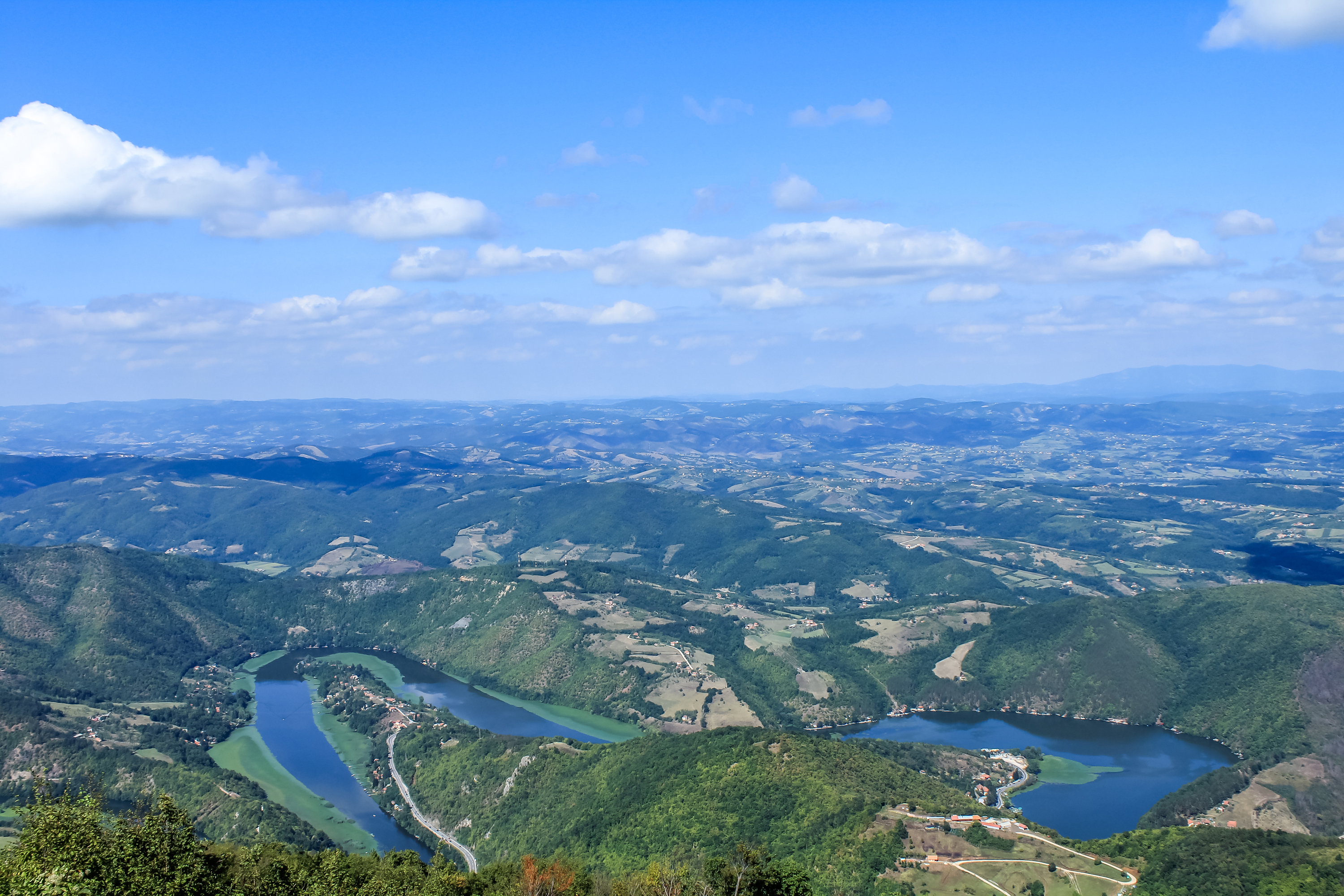
Meandrele Moravei de Vest în Cheile Ovčar-Kablar
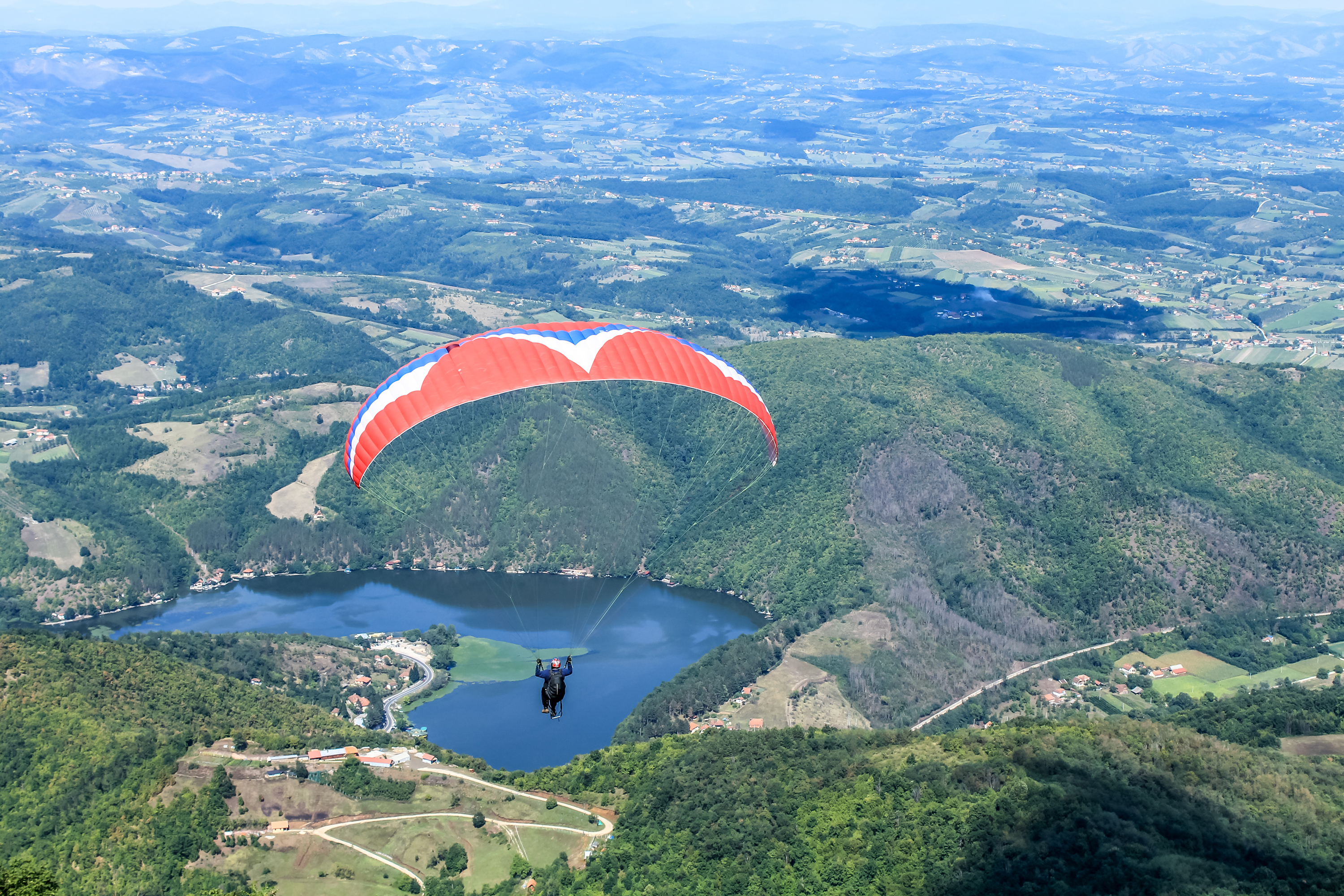
Parapantă peste Cheile Ovčar-Kablar
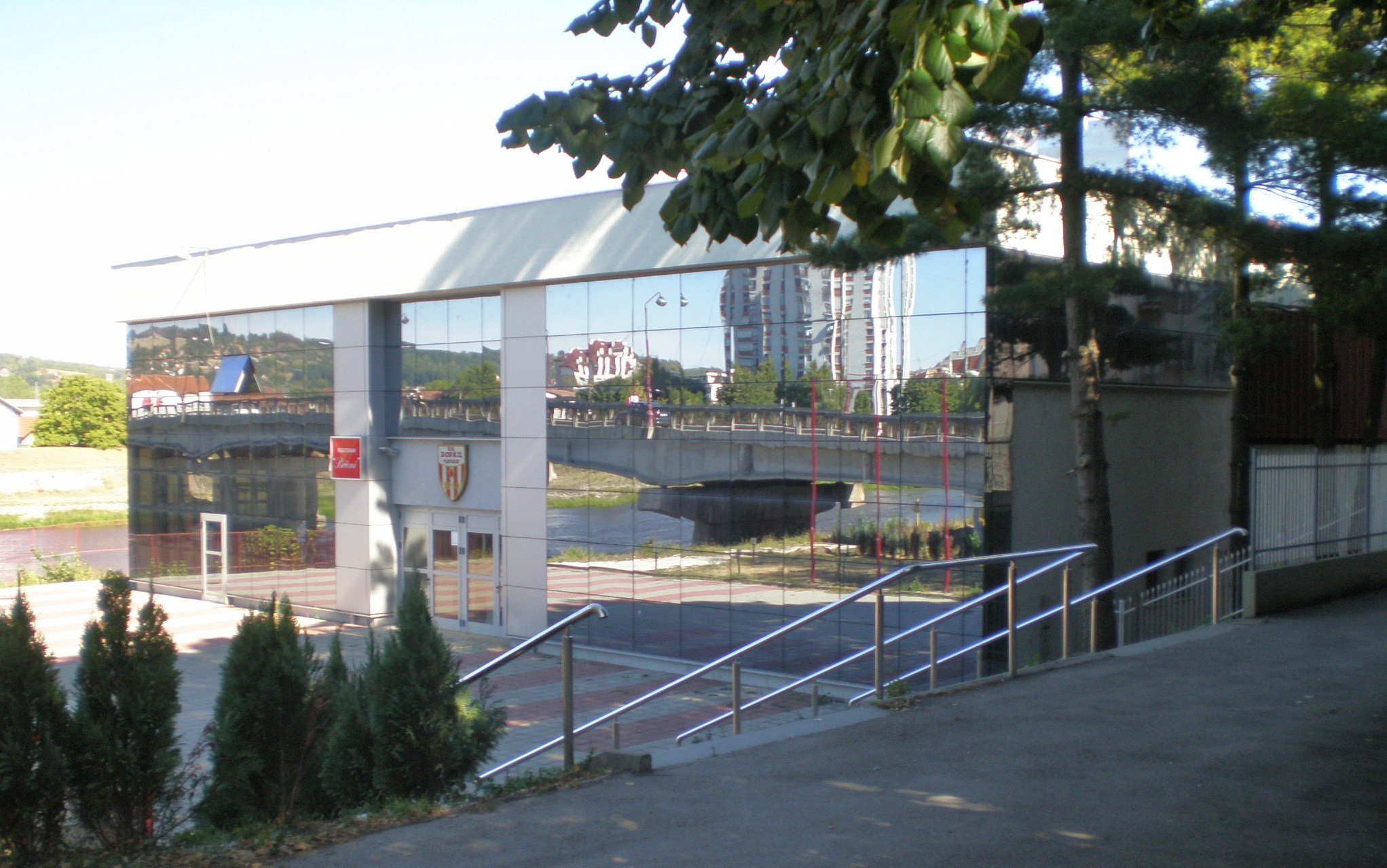
Sala de sport KK Borac

## Economie

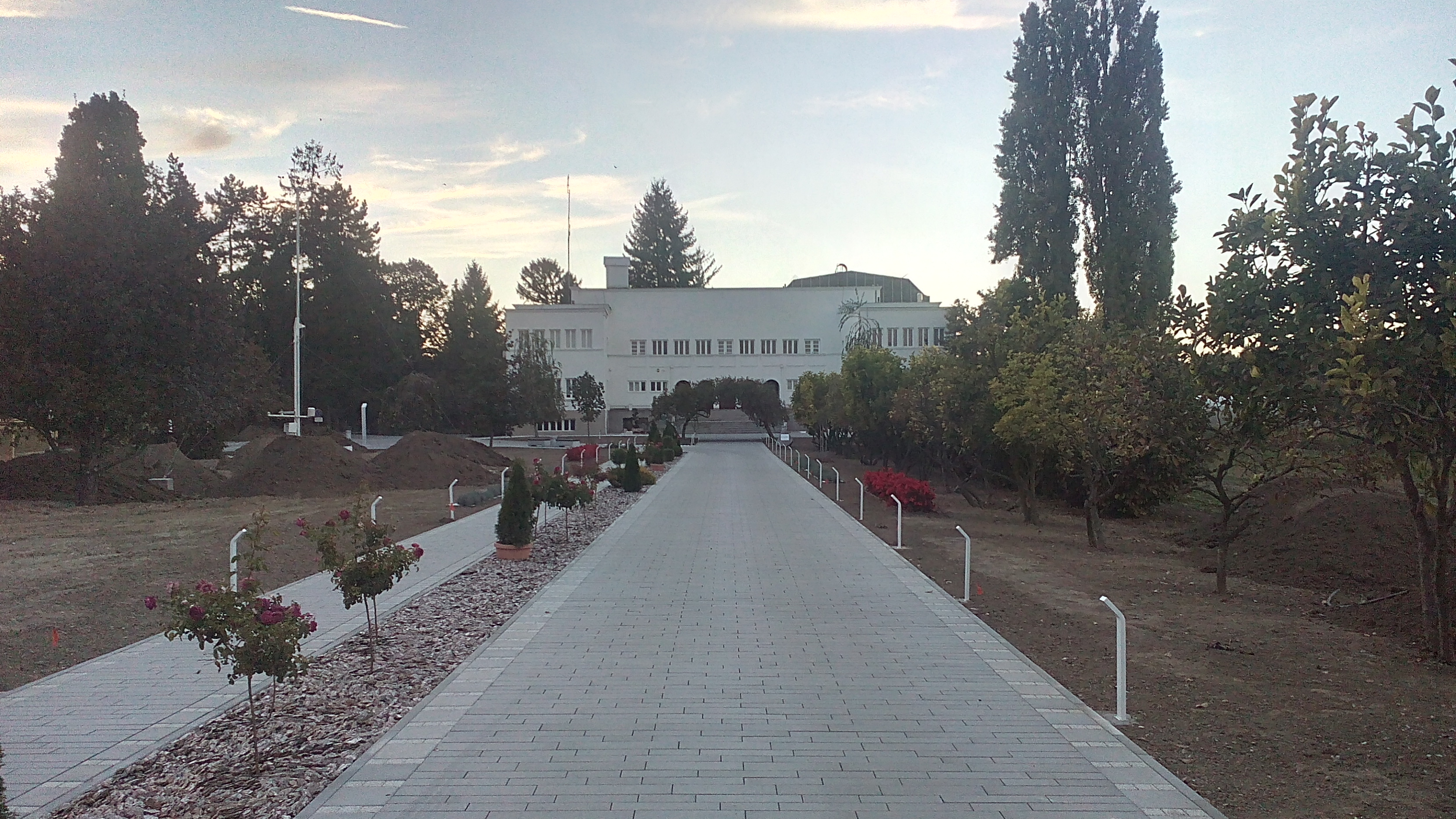
Institutul de cercetare privind valorificarea fructelor

Structura economiei orașului Čačak este compusă din servicii și comerț, industrie și agricultură. Principalele industrii de prelucrare sunt producția de hârtie, electrocasnice electrice, scule pentru prelucrarea metalelor, nemetalele, produse ale industriei chimice, aparate tehnice termice, tâmplărie metalică și combinată, piese și truse pentru industria farmaceutică și produse pentru nevoile medicale. De asemenea, sunt bine dezvoltate industria lemnului, industria de cherestea și agricultura. 
Multe companii cu peste 250 de angajați s-au prăbușit din cauza sancțiunilor din anii 1990. Din 2000, peste 40 de companii de stat au trecut prin procesul de privatizare.
Întreprinderea privată, care își are tradiția încă din secolul al XIX-lea, este caracteristica principală a economiei orașului. În ianuarie 2017, 98,65% din întreprinderile de afaceri au fost mici și micro-companii. Un număr mare de companii private s-au dezvoltat în companii de dimensiuni medii, cu 80 până la 270 de angajați care oferă o mare varietate de produse. Astăzi, pe teritoriul orașului Čačak, printre cei mai mari angajatori se numără Sloboda Čačak, Institutul Tehnic Militar (Remont), Spitalul Čačak, Fabrika reznog alata și PS Fashion. Čačak are, de asemenea, prestigiosul și unicul Institut de cercetare privind valorificarea fructelor din țară, situat în zona centrului orașului. 
În anul calendaristic 2017, întreprinderile comerciale din Čačak au importat mărfuri în valoare de 269 de milioane de euro și au exportat mărfuri în valoare de 171 de milioane de euro.
Previzualizare economică
Următorul tabel prezintă o previzualizare a numărului total de persoane înregistrate angajate de persoane juridice după activitatea lor principală (în 2019):
| Activitate                                                                     | Total |
| ------------------------------------------------------------------------------ | ----- |
| Agricultură, silvicultură și pescuit                                           | 190   |
| Minerit și cariere                                                             | 107   |
| Fabricație                                                                     | 10470 |
| Alimentare cu energie electrică, gaz, abur și aer condiționat                  | 370   |
| Rezerva de apa; activități de canalizare, gestionare și remediere a deșeurilor | 423   |
| Construcții                                                                    | 1251  |
| Comerț cu ridicata și cu amănuntul, reparații de autovehicule și motociclete   | 7179  |
| Transport și depozitare                                                        | 3029  |
| Cazare și servicii alimentare                                                  | 1595  |
| Informație și comunicare                                                       | 639   |
| Activități financiare și de asigurare                                          | 570   |
| Activități imobiliare                                                          | 101   |
| Activități profesionale, științifice și tehnice                                | 985   |
| Activități de servicii administrative și de asistență                          | 1089  |
| Administrație publică și apărare; securitate socială obligatorie               | 1414  |
| Educație                                                                       | 2180  |
| Sănătate umană și activități de muncă socială                                  | 2188  |
| Arte, divertisment și recreere                                                 | 506   |
| Alte activități de servicii                                                    | 511   |
| Muncitori agricoli individuali                                                 | 664   |
| Total                                                                          | 35461 |

## Transport
Datorită poziției sale geografice, Čačak este un centru principal al transportului rutier din Serbia de Vest. În august 2019, autostrada A2 (Miloš cel Mare), care este prevăzută să circule de la Belgrad până la granița cu Muntenegru, este în serviciu de la Obrenovac la Čačak, cu alte câteva tronsoane în curs de construcție. De asemenea, este planificată autostrada A5 care va circula de la Čačak la Pojate, conectând astfel două autostrăzi principale din Serbia. Čačak se află, de asemenea, pe Drumul Național 22 (Ibarska magistrala) și pe Drumul Național 23 (Zlatiborska magistrala), două autostrăzi principale din Serbia de Vest. 
O cale ferată de la Kraljevo la Požega trece prin Čačak, conectând astfel orașul cu calea ferată Belgrad – Bar (una dintre principalele căi ferate ale țării). Aeroportul Morava, unul dintre cele trei aeroporturi internaționale ale țării, a fost deschis în 2019 pentru avioane civile și este situat între Čačak și Kraljevo. 

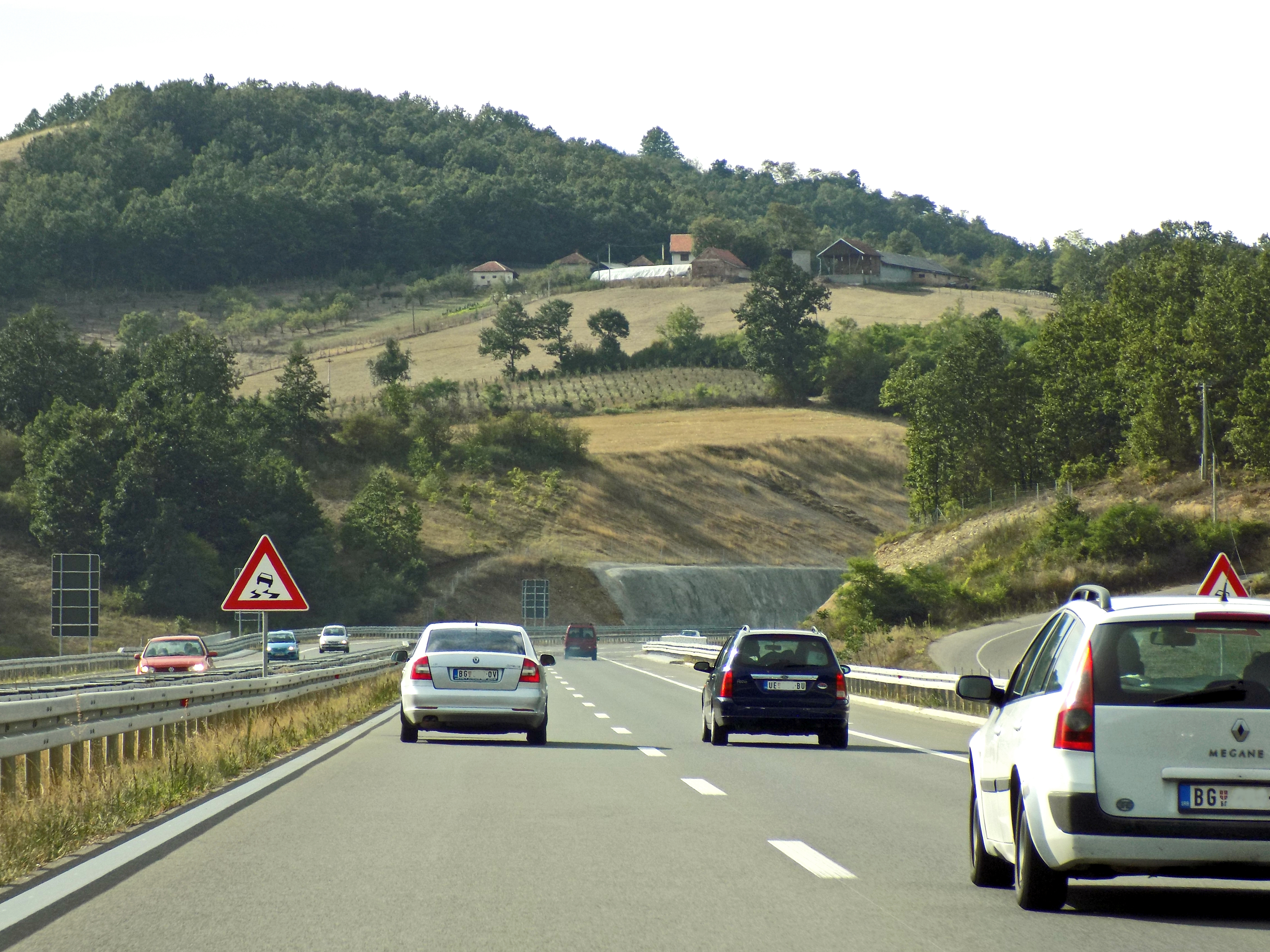
Autostrada A2 lângă Čačak
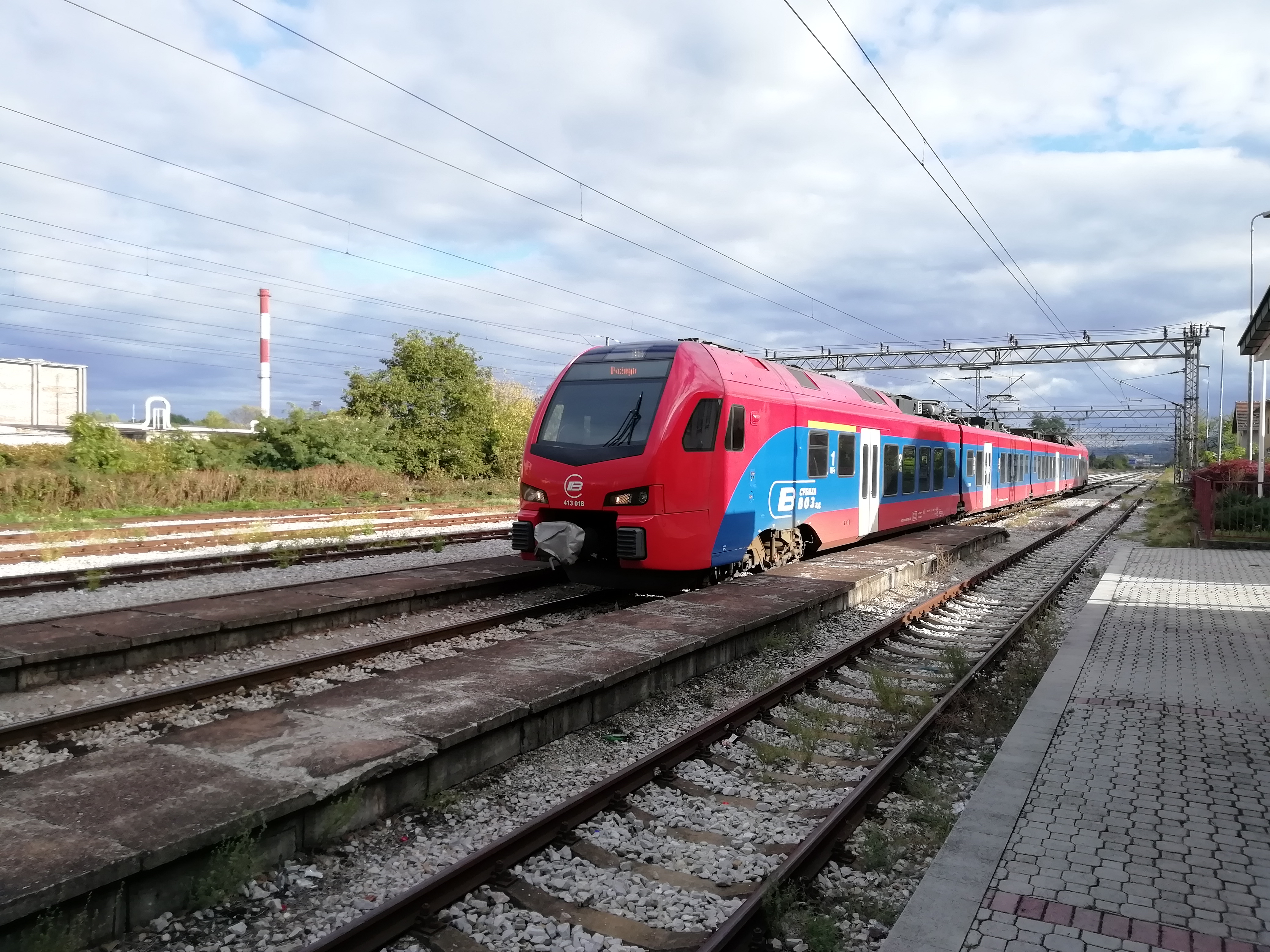
Un tren se apropie de gara Čačak
Aeroportul Morava

## Persoane notabile
Aceasta este o listă de persoane notabile din Čačak și din împrejurimile sale:
- Boban Dmitrović, fotbalist
- Bora Đorđević, cântăreț de rock
- Branko Jelić,  fotbalist
- Darko Lazović, fotbalist
- Dragan Kićanović, fost jucător și antrenor de baschet, campion olimpic, mondial și european
- Dragomir Čumić, actor
- Dragutin Gavrilović, ofițer († 1945)
- Dušan Markešević, atlet
- Hadži Prodan Gligorijević, conducătorul revoltei omonime († 1825)
- Ivan Stambolić, politician († 2000)
- Ivan Stevanović, fotbalist
- Ivica Dragutinović, fotbalist
- Filip Filipović, matematician, revoluționar, prim secretar al Partidului Comunist  din Iugoslavia
- Filip Mladenović, fotbalist
- Lazar Marković, fotbalist
- Luke Black, cântăreț pop
- Marko Lomić, fotbalist
- Marko Marinović, baschetbalist
- Milan Jovanović, fotbalist muntenegrean
- Milan Stojadinović, politician († 1961)
- Milivoje Vitakić, fotbalist
- Miloš Minić, politician († 2003)
- Milovan Destil Marković, artist
- Milovan Rajevac, antrenor de fotbal
- Midorag Radovanović, actor
- Miroslav Ilić, folk singer
- Mladomir Puriša Đorđević, reggizor de film și scenarist
- Momčilo Perišić, general
- Nadežda Petrović, pictor († 1915)
- Nemanja Kojić, athlete
- Patriarhul Irinej, al 45-lea întâistătător al Bisericii Ortodoxe Sârbe
- Petar Stambolić, politician († 2007)
- Predrag Koraksić Corax, caricaturist
- Radisav Ćurčić, fost baschetbalist
- Radmila Bakočević, soprano
- Radojko Avramović, antrenor de fotbal
- Radomir Mihailović Točak, chitarist rock
- Robert Kišerlovski, biciclist profesionist
- Sonja Savić, actriță († 2008)
- Stepa Stepanović, general († 1929)
- Stracimir Zavidović, nobil sârb († după 1189)
- Tadija Dragićević, baschetbalist
- Tanasko Rajić, căpitan în a doua revoltă sârbă   († 1815)
- Tatomir Anđelić, matematician († 1993)
- Uroš Tripković, baschetbalist
- Velimir Ilić, politician
- Vera Matović, cântăreț de folk
- Vlada Jovanović, baschetbalist
- Vladan Vasilijević, politician și specialist în Drept
- Vladislav Petković Dis, poet († 1917)
- Željko Obradović, baschetbalist și antrenor de baschet, medaliat olimpic cu argint.
- Zoran Kostić (footballer), fotbalist
- Petar Krsmanović, voleibalist, campion european

## Relații internaționale

### Orașe gemene și orașe surori
Čačak este înfrățit cu: 
| - Ruza, Rusia din 2012 - Soci, Rusia din 2012 - Valašské Meziříčí, Cehia din 2005 - Bratunac, Bosnia și Herțegovina din 2001 - Thonon-les-Bains, Franța din 1968 | - Brezno, Slovacia - Turčianske Teplice, Slovacia - Filippoi, Grecia - Katerini, Grecia - Han Pijesak, Bosnia și Herțegovina |

## Vezi și
- Lista localităților din Serbia
- Radio Ozon - din Čačak (98.3 MHz, din 1996)